# Siegfried Singer (Komponist)
Siegfried Singer (* 3. Jänner 1947 in Innsbruck) ist ein österreichischer Geiger, Pianist, Organist, Chorleiter, Arrangeur und Komponist.

## Leben
Siegfried Singer war von 1980 bis 2010 Fachinspektor für Musik an mittleren und höheren Schulen in Tirol und Vorarlberg, vormals Lehrer am Bundesrealgymnasium Innsbruck, Adolf-Pichler-Platz. Ab 1967 war er Leiter des Pfarrchores Innsbruck-Mühlau, 1980 bis 2010 Leiter des Männerchores „Sängervereinigung Mühlau“.
Er ist Verfasser einer Missa Classica und von vier weiteren Ausgaben mit eigenen weltlichen und geistlichen Chor- und Instrumentalwerken sowie von Arrangements für alle Chorgattungen, die im Helbling Verlag erschienen sind.

## Veröffentlichungen
- Tänzerische Stubenmusik. Neu-Rum b. Innsbruck 1982.
- Weihnachtliche Volksmusik. Helbling, Innsbruck/Neu-Rum 1986.
- Scherzi musicali. Helbling, Rum 1994 (Leipzig / Frankfurt am Main)
- Spirituals. Helbling, Innsbruck 2001, (2. verb. Aufl.)